# 瓦利斯和富圖納
瓦利斯和富图纳（法語：Wallis et Futuna）是法国在大洋洲的属地，位于斐济和萨摩亚群岛之间。由瓦利斯岛、富图纳岛、阿洛菲岛以及周围小岛组成，面积264平方千米。属热带海洋性气候。人口1.5万。首府马塔乌图，人口8000多。出产椰子、薯类、芋头、香蕉等。主要经济来源是海外汇款。官方语言为法语。1961年，成为法国海外领土。2003年宪法修正后，成为法国海外集体。

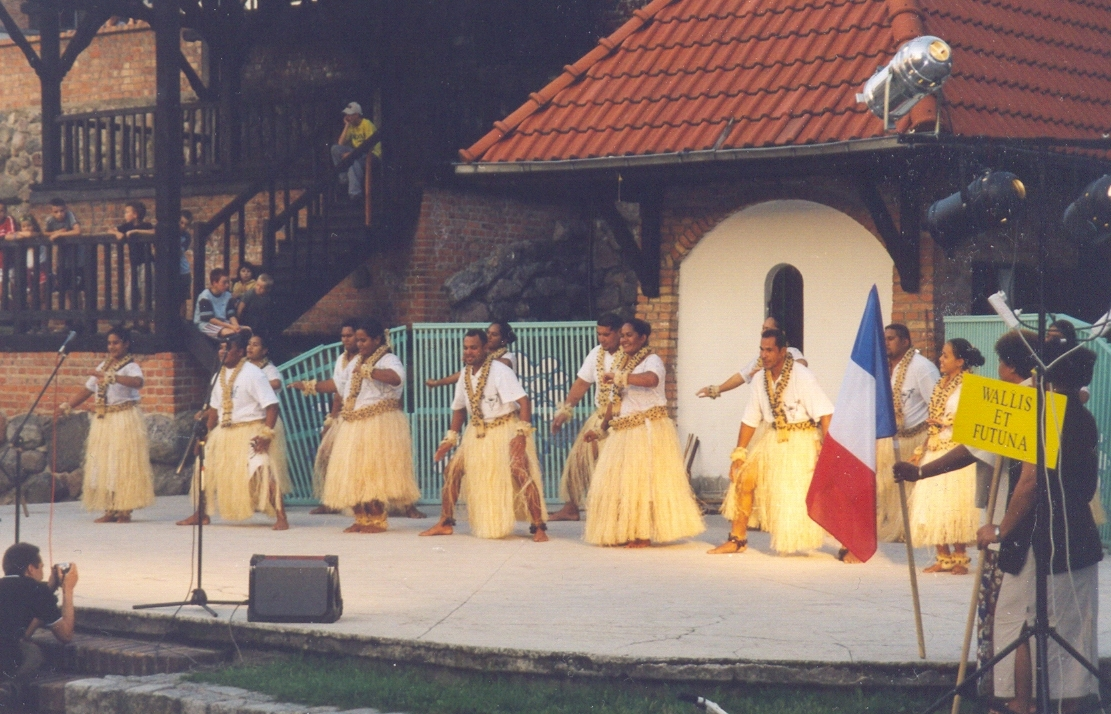
瓦利斯和富图纳舞蹈

## 歷史

### 早期歷史
這些島嶼上最早的人類居住跡像是具有拉皮塔文化特徵，其歷史大約可以追溯到公元前 850 年到 800 年之間。這些島嶼是斐濟和薩摩亞之間船隻交通的天然中轉站。在15-16世紀湯加入侵期間，這些島嶼表現出不同程度的抵抗並接受了不同程度的同化：富圖納保留了更多的前湯加文化特徵，而瓦利斯則在社會、語言和文化方面經歷了更大的根本變化。原始居民在島上建造了堡壘和其他可識別的建築物，其中許多已成為廢墟，但其中一些仍然部分完好無損。口述歷史和考古證據表明，湯加入侵者重新佔領並改造了其中一些結構。口述歷史還保留了薩摩亞和富圖納群島之間關係的文化記憶，這種關係歷史悠久，以至於在島民的起源故事中都有描述。

### 歐洲殖民
1616 年，威廉·斯考滕和雅各布·勒梅爾 (Jacob Le Maire)環遊地球時，富圖納群島首次出現在歐洲地圖上。他們將富圖納群島以他們的家鄉荷蘭小鎮 Hoorn 命名為“Hoornse Eylanden”。這後來被翻譯成法語為“Isles de Horne”。瓦利斯群島以英國探險家塞穆爾·瓦利斯（Samuel Wallis）的名字命名，他於 1767 年成為第一個訪問塔希提島的歐洲人。法國人是第一批在該地區定居的歐洲人。聖伯多祿·查納是富圖納和該地區的主保聖人。
1842年4月5日，傳教士在部分當地居民叛亂後要求法國保護。1887 年 4 月 5 日，烏韋阿女王簽署了成為法國保護國的條約。錫加韋和阿洛也在1888年2月16日簽署了成為法國保護國的條約。
1917年，傳統的烏韋亞、錫加韋和阿洛三個王國被法國吞併，併入瓦利斯和富圖納殖民地。

### 第二次世界大戰
在第二次世界大戰期間，該群島的行政管理短暫地受到維琪法國的影響，直到1942 年 5 月 26 日，來自新喀裡多尼亞的一艘自由法國護衛艦推翻了該政權。美國海軍陸戰隊的部隊後來於 1942 年 5 月 29 日登陸瓦利斯。

### 海外領土
1959年，居民投票決定成為獨立的法國海外領土，自1961年7月29日起生效，從而結束了他們對新喀裡多尼亞的從屬地位。

## 政治
法国政府任命一名高级行政官，立法機關為瓦利斯和富图纳领地議会。瓦利斯和富图纳在法国国民议会和参议院各选派一名议员。

### 行政区划
瓦利斯和富图纳由三个“传统王国”组成，它们是：乌韦阿、阿洛、锡加韦。
| 王国 区                        | 首府         | 面积 （平方千米） | 人口 2013年人口普查 | 村庄(1) |
| ------------------------------ | ------------ | ----------------- | ------------------- | ------- |
| 瓦利斯岛                       |              |                   |                     |         |
| 乌韦阿                         | 马塔乌图     | 77.5              | 8,584               | 21      |
| 希希福                         | 瓦伊图普     | 23.4              | 2,203               | 5       |
| 哈哈克                         | 马塔乌图     | 27.8              | 3,529               | 6       |
| 姆阿                           | 马拉埃福奥乌 | 26.3              | 3,046               | 10      |
| 霍恩群岛（富图纳岛和阿洛菲岛） |              |                   |                     |         |
| 锡加韦                         | 利瓦         | 16.75             | 1,457               | 6       |
| 阿洛                           | 马拉埃       | 47.5              | 2,156               | 9       |
| 总计                           | 马塔乌图     | 142.42            | 12,197              | 36      |

- (1) 这些村庄拥有市级地位

## 地理
瓦利斯和富圖納位於薩摩亞以西 360 公里，斐濟東北 480 公里。
該領土包括人口最多的烏韋阿島（也稱為瓦利斯島）；富圖納島；幾乎無人居住的阿洛菲島；和20個無人居住的小島。領土總面積為 274 平方公里，海岸線長 129 公里。該領土的最高點是富圖納島上的普克山，海拔 524 米。
這些島嶼從 11 月到次年 4 月是炎熱的雨季，熱帶氣旋經過它們會引起風暴。然後他們在 5 月到 10 月有一個涼爽乾燥的季節，這是由在這幾個月中占主導地位的東南信風引起的。年平均降雨量在 2,500 到 3,000 毫米（98-118 英寸）之間，每年至少有 260 天會下雨。平均濕度為 80%。年平均氣溫為 26.6 °C (79.9 °F)，很少低於 24.0 °C (75.2 °F)；在雨季，溫度介於 28.0 °C (82.4 °F) 和 32.0 °C (89.6 °F) 之間。
只有 5% 的島嶼土地面積為耕地。森林砍伐是一個嚴重的問題：原始森林只剩下一小部分，主要是因為居民使用木材作為主要燃料來源，因此富圖納的山區特別容易受到侵蝕。阿洛菲島缺乏天然淡水資源；因此，島上沒有永久定居點。
瓦利斯和富圖納群島是斐濟熱帶濕潤森林陸地生態區的一部分。

## 經濟
2005 年，瓦利斯和富圖納的國內生產總值為 1.88 億美元（按市場匯率計算）。經濟主要由傳統的自給農業組成，約有 80% 的勞動力以農業（椰子和蔬菜）、牲畜（主要是豬）和漁業為生。大約 4% 的人口受僱於政府部門。額外的收入是來自法國政府的補貼、日本和韓國的捕魚權許可、進口稅以及來自新喀里多尼亞、法屬玻利尼西亞和法國的外籍工人的匯款。工業包括椰乾、手工藝品、漁業和木材。農產品包括椰子、麵包果、山藥、芋頭、香蕉、豬和魚。出口產品包括椰乾、化學品和魚類。
境內只有一家銀行，Banque de Wallis-et-Futuna，成立於1991年，是法國巴黎銀行的子公司。之前在 馬塔烏圖曾有Banque Indosuez的分行。它於 1977 年開業，但於 1989 年關閉，使該地區兩年內沒有任何銀行。

## 交通

### 機場
- 馬塔烏圖機場
- 富圖納機場